# میتروفان کنستانتینوویچ مارچنکو
میتروفان کنستانتینوویچ مارچنکو (۳ سپتامبر ۱۸۶۶–۷ ژوئیه ۱۹۳۲) - مأمور نظامی روسیه در اتریش-مجارستان (۱۹۰۵–۱۹۱۰)، رئیس مدرسه سواره نظام نیکولایف.

## فعالیت های نظامی
در سال ۱۸۸۷ از مدرسه حقوق امپراتوری روسیه فارغ‌التحصیل شد. سال بعد، امتحان افسری را در مدرسه نظامی کنستانتینوفسکی گذراند.
درجات: ستوان (۱۸۹۲)، کاپیتان ستاد گارد با تغییر نام به کاپیتان ستاد کل (۱۸۹۶)، سرهنگ دوم (۱۹۰۱)، سرهنگ (برای تمایز، ۱۹۰۵)، سرلشکر (برای تمایز، ۱۹۱۲).
در سال ۱۸۹۶ از آکادمی نیکولایف ستاد کل در رده ۱ فارغ‌التحصیل شد. پس از فارغ‌التحصیلی از آکادمی، او آجودان ارشد ستاد لشکر سواره نظام اول گارد (۱۸۹۷–۱۹۰۰) و گارد ارتش (۱۹۰۰–۱۹۰۱) بود. در سال‌های ۱۹۰۱–۱۹۰۵ او مسئول حرکت نیروها در امتداد راه‌آهن و آبراه‌های منطقه پترزبورگ-مسکو بود. از ۲۴ ژوئن ۱۹۰۵ تا ۲ سپتامبر ۱۹۱۰ یک مأمور نظامی در اتریش-مجارستان بود.
با بازگشت به روسیه، او فرمانده هنگ ۱۹ اژدها آرخانگلسک (۱۹۱۰–۱۹۱۲) بود. در ۲۶ اکتبر ۱۹۱۲ به ریاست مدرسه سواره نظام نیکولایف منصوب شد و تا سال ۱۹۱۷ در این سمت بود. ۲۰ مارس ۱۹۱۷ به دلایل داخلی از خدمت اخراج شد.

## انتشارات
او در سال ۱۹۱۹ به فرانسه مهاجرت کرد. او در روزنامه‌ها و مجلات "اکونومیست فرانس"، "کورسپاندنت" و "قوو هبدومدگ" مقالاتی در زمینه مسائل اقتصادی منتشر کرد و نشریه «اکونومیست اورپا» را که به اقتصاد سوئد، رومانی و لهستان اختصاص داشت، سازماندهی کرد. علاوه بر این کتاب‌هایی به زبان فرانسه منتشر کرد: «انترناسیونال سوم علیه مسیحیت»، «سفر به ایران در جریان انقلاب روسیه» (۱۹۲۰)، «فاجعه اتریش-مجارستان» (۱۹۲۰)، «انقلاب جهانی» (۱۹۲۷). او کتاب‌های تاریخ نظامی را جمع‌آوری کرد و کتابخانه‌اش حاوی حدود ۳ هزار جلد کتاب بود.
او در سال ۱۹۳۲ در پاریس درگذشت و در قبرستان «سنت ژنویو د بوآ» به خاک سپرده شد.